# Boethius

Boethius

Anicius Manlius Torquatus Severinus Boethius (n. 480 d.Hr., Roma, Kingdom of Italy⁠(d) – d. 524 d.Hr., Pavia, Regatul Ostrogot⁠(d)) a fost un învățat, filozof și om de stat din secolul al VI-lea, ultim reprezentant al culturii romane din antichitatea târzie, făcând trecerea către Scolastica Evului Mediu. Deși nu există mărturii directe asupra vieții sale religioase, datorită lucrărilor sale teologice (De trinitate, De fide catholica), este considerat filozof creștin, unul din primii "doctori ai Bisericii". În 1891, Boethius a fost beatificat de Papa Leon al XIII-lea.
Boethius aparține, cronologic, patristicii târzii. Totuși, este primul gânditor preocupat de o problematică specific scolastică, utilizând, în plus, o metodă scolastică de organizare a discursului. Astfel, la Boethius apare pentru prima dată o discuție detaliată a problemei universaliilor, o încercare consecventă de a echilibra raportul dintre filozofia antică și doctrina creștină și, cu atât mai semnificativ, încercări de a argumenta rațional (spre deosebire Augustin, la care predomină alegoriile și analogiile) opțiunea pentru anumite adevăruri. Din punctul de vedere al metodei, Boethius pare a fi primul gânditor care își organizează discursul sub formă de quaestiones, adică sub forma unor întrebări.

## Biografie
Boethius s-a născut la Roma între anii 475 și 480, cam la un secol după Augustin, în perioada când, sub presiunea năvălirilor barbare, Imperiul Roman de Apus ia sfârșit în anul 476, o dată cu detronarea ultimului împărat, Romulus Augustulus, de către Odoacru, căpetenie a unei seminții germanice. Boethius aparținea unei vechi și influente familii aristocratice romane, Anicienii, dintre care mulți reprezentanți fuseseră consuli, ca și tatăl său, Flavius Manlius Boethius. Rămas de tânăr orfan, Boethius este crescut sub tutela lui Quintus Aurelius Memmius Symmachus, cu a cărui fiică, Rusticiana, se va căsători mai târziu.
În anul 493, Ostrogoții conduși de Teodoric, din însărcinarea împăratului Zenon I din Bizanț, îl îndepărtează pe Odoacru, care va fi asasinat. Teodoric devine mai întâi Princeps Romanus apoi, după completarea cuceririi celei mai mari părți a Italiei, își stabilește curtea la Ravenna, care fusese cândva capitală imperială. Influențat de perioada petrecută ca ostatec la curtea din Bizanț, Teodoric atrage mulți membri ai familiilor nobile romane, printre care și pe Boethius, devenit deja cunoscut ca învățat, după studii făcute la Roma și Atena. În anul 510 este numit Consul ordinarius sine collega, apoi, în 522, Magister officiorum, cea mai înaltă funcție administrativă.
Cariera politică a lui Boethius s-a sfârșit tragic, în urma unei acuze de conspirație. La un moment dat unul din senatori, Albinus, este acuzat de întreținerea unei corespondențe conspirative cu împăratul Justinian al Imperiului de Răsărit. Boethius ia apărarea acestui senator dar este acuzat și el de complicitate și de înaltă trădare, printr-un decret al senatului, și aruncat în închisoare. În 525, fără a avea posibilitatea să se apere, este executat prin decapitare în închisoarea din Pavia. În închisoare el scrie celebra sa Consolare a filosofiei.

## Opere
Marele proiect al lui Boethius, traducerea în limba latină a operelor mai importante ale lui Platon și Aristotel însoțite de comentarii, a rămas nedesăvârșit. A reușit să traducă și să comenteze tratatele de logică (''Categorii'', ''Despre interpretare'', ''Analiticile'', ''Topica'', adică Organonul) ale lui Aristotel și Introducerea în Logica lui Aristotel (Isagoge) scrisă de filosoful grec neoplatonician Porphyrius. La începutul Evului Mediu, când cunoștințele de limbă greacă deveniseră mai rare, traducerile lui Boethius în limba latină au reprezentat sursa principală de cunoaștere a operei lui Aristotel. A mai comentat ''Topica'' lui Cicero.
În afara muncii de traducător, Boethius a scris și lucrări proprii, în special despre silogisme, de matematică, de teorie a muzicii, precum și pe teme teologice:
- Institutio Arithmetica
- De Institutione Arithmetica, libri II
- De Institutione Musica, libri V
- Tractatus theologici
- De Hebdomadibus, o scurtă lucrare în care analizează din punct de vedere neoplatonician deosebirea între existența de esență divină (esse) și celelalte elemente ale creației (ens), foarte apreciată de reprezentanții Scolasticii.
- De Trinitate
- Utrum Pater
- De Fide Catholica

## De Consolatione Philosophiae

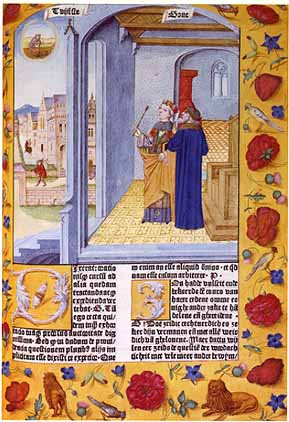
De Consolatione Philosophiae, ediție ilustrată, Gand - 1485

sau Consolatio Philosophiae, este opera principală a lui Boethius, scrisă în cei doi ani de detenție în închisoare. Lucrarea este redactată în "prosimetri" (pasaje de proză întrerupte de carmina, versuri de diferite măsuri). Tezele principale susținute de Boethius sunt: 
- Eternitatea nu înseamnă doar Infinitul, ci și Concomitența a tot ce există.
- Liberul arbitru al omului este compatibil cu Providența.
- Cunoașterea se realizează pe calea posibilității de a recunoaște.
- Rațiunea este în strânsă legătură cu Credința (fidem si poteris rationemque coniuge!), teză ce va fi mai târziu combătută de scolastici (altera est fides et altera ratio).

Preluând teoria augustiniană asupra originii răului, Boethius se întreabă de ce există totuși suferința umană și prosperitatea celor care întorc spatele lui Dumnezeu, aluziile clare fiind îndreptate către lumea decadentă a vremii sale . Deși augustiniană în principiu, cartea lui Boethius este influențată de teme ale gândirii grecești (în unele locuri atribuie răul ignoranței, pentru ca la un moment dat să preia doctrina creației din Timaios). Pe de altă parte, trimiterile explicite la Scripturi sunt aproape absente, motivele pentru acest lucru nefiind cu totul clare; se presupune, totuși, că, scriind textul în închisoare, Boethius nu a avut posibilitatea de a cita decât din memorie și, pentru a nu deforma textul biblic, a preferat să nu-l menționeze. Filosofia, personificată, este însă tema principală a cărții, Boethius dovedind o cunoaștere extrem de vastă a gândirii grecești.

### Filosofia este superioară poeziei
Secțiunile cărții sunt scrise, alternativ, în versuri și proză, afișând o dialectică specială între inspirația poetică și înțelepciunea discursivă. Totul începe cu o poezie ce deplânge starea jalnică a lui Boethius în închisoare. „Inspirația poetică” este însă întreruptă de apariția unei viziuni: o „femeie distinsă la înfățișare, cu ochii arzători și cu priviri mai presus de felul obișnuit al oamenilor, cu o culoare vie și respirând o nesecată vigoare”. Era Filosofia, pe al cărei veșmânt stăteau scrise literele grecești P și Θ, de la Praktike respectiv Theoretike, cele două feluri de filosofie (practică și teoretică). În mâna dreaptă ea poartă o carte iar în stânga un sceptru, simboluri ale învățării și puterii (filosofia ca „regină” a științelor).
Înainte de această apariție, Boethius scrisese versuri, ca un bolnav căruia nu îi mai rămăsese decât tânguirea îndulcită de rimă, asupra căruia stăteau muzele poeziei dictându-i cuvinte potrivite lacrimilor sale. Apropiindu-se, Filosofia strigă dușmănos: „Cine a îngăduit să se apropie de bolnav aceste curtezane de teatru, care nu numai că nu i-ar liniști durerile prin nici un remediu, dar chiar i le-ar mări mai mult cu veninuri dulci?”
Filosofia intervine mânioasă alungând Muzele poeziei ca pe niște „curtezane de teatru” și acuzându-le că ele nu poartă altceva decât „spinii sterili ai pasiunilor”, ucid rodul bogat al rațiunii și „mințile oamenilor le obișnuiesc cu boala”. Muzele poeziei avuseseră nerușinarea să se apropie tocmai de sufletul ales al lui Boethius. „Dacă mângâierile voastre ar răpi pe un profan, cum faceți de obicei, mi-ar fi mai puțin greu de suportat, fiindcă prin aceasta opera mea n-ar fi atinsă deloc” – spune Filosofia într-un exces de supărare.
Cu alte cuvinte, trebuie să înțelegem de aici că Poezia este incompatibilă cu Filosofia. Muzele poeziei au dreptul numai – ca niște femei ușoare – să aline suferințele celor profani. Ele sunt cântărețele soartei, instabile și înșelătoare: „Aceasta este puterea mea, acesta e jocul meu continuu: învârtesc o roată cu cercuri repezi, mă bucur să schimb pe cele de sus jos și pe cele de jos sus. Urcă-te dacă vrei, dar cu condiția ca să nu ți se pară nedrept să te cobori, când rațiunea jocului meu o va cere” – vorbește însăși soarta prin intermediul lor. De oamenii aleși, de cei hrăniți „cu învățături eleatice și academice”, aceste curtezane n-au voie să se apropie . 
Problema raportului între cultura filosofică și cultura literar-retorică nu este nouă la Boethius, nici măcar la Augustin (care „optase” și el pentru „convertirea la filosofie”, după o îndelungă practicare a retoricii), ci datează din perioada începuturilor culturii antice: eleații se opun adepților lui Protagoras, Platon se afirmă ca un oponent consecvent al sofiștilor. Cultura latinilor, departe de a fi o simplă formă epigonală a celei grecești, izomorfă, totuși, în anumite aspecte, se formează între limitele aceleiași opoziții: cultură „literară”, oratorică, versus cultura filosofică. După ce Socrate luptase împotriva sofiștilor iar Platon împotriva lui Isocrate, îi regăsim pe latini grupați în jurul acestor două idealuri: Seneca (reprezentând o cultură filosofică totuși incomplet degajată de oratorie) se distanțează de tatăl său, Seneca Retorul; Marc Aureliu se opune maestrului său Fronto, retor; Augustin se opune lui Symmachus și lui Praetextatus . Boethius, prin Consolarea filosofiei, părăsește delectările Muzelor poetice în favoarea unei „doamne” mai alese: Filosofia.
Splendoarea inegalabilă a acestei alegorii este în măsură să dea o cheie de interpretare întregului text. Oarecum tot pe urmele lui Socrate, Filosofia îl scoate pe Boethius din „letargie” spunându-i că „este timpul lecuirii, nu al plânsului”. Ceea ce urmează reprezintă dialectica boethiană a „pregătirii pentru moarte”.

### „Consolarea” ca pregătire mentală pentru moarte prin întărirea convingerilor.
„Ieșirea din boală” a lui Boethius înseamnă modificarea atitudinii față de problema morții. „Leacurile” pe care i le pregătește Filosofia nu sunt nici versuri menite a ușura suferința (căci aceasta nu ar însemna decât păstrarea spiritului într-o stare inferioară, aceea în care moartea este înțeleasă ca o catastrofă), nici oblojiri trupești menite a amorți durerea (aceasta ar însemna grăbirea morții dar într-un mod pur trupesc, deci acceptarea unei semnificații pur materiale a morții). Moartea trebuie acceptată în mod filosofic, adică înțelept. 
Prima problemă care trebuie lămurită este: „ce înseamnă să mori?” Proza V a cărții anunță intenția Filosofiei de a-l „converti” pe Boethius, adică de a-i schimba dispoziția mentală, aceasta însemnând pregătirea pentru înțelegerea caracterului real al morții. Primul pas este eliminarea pasiunilor, care, cum s-a văzut, fuseseră întreținute de către muzele poetice: „fiindcă multe sentimente te apasă greu și pentru că te trag în toate părțile durerea, mânia, tristețea, cum ești acum la minte nu-ți sunt încă prielnice leacuri tari” (Cartea I, proza V) . Eliminarea pasiunilor este necesară deoarece, pentru acceptarea sensului real al morții, intelectul trebuie să devină unul agent. 
Pentru aceasta este necesară identificarea prealabilă a structurii de bază a credințelor lui Boethius. Filosofia vrea să știe care sunt convingerile interlocutorului său, pentru a-i putea alunga pasiunile. Boethius înțelege intelectul în manieră aristotelică: atâta timp cât este afectat, este intelect pasiv sau pasional, incapabil să acceadă la principii; neafectat, este un intelect agent, posesor al principiilor. Eliminarea sentimentelor sau pasiunilor are tocmai această miză: transformarea mentală, activarea intelectului.
Proza VI a cărții I este un dialog de factură aproape platoniciană în care Filosofia obține un profil spiritual al interlocutorului printr-o serie de întrebări socratice, structurabile, împreună cu răspunsurile lor, într-un adevărat proiect de Summă.
1) „Dacă lumea este haotică sau rațională”, la care Boethius răspunde că lumea este guvernată rațional de către Dumnezeu.
2) „Cum conduce Dumnezeu lumea?” – Boethius ezită. Filosofia va detalia problema.
2a) „Dacă lumea are un început”, la care Boethius spune că da, începutul este Dumnezeu.
2b) „Dacă lumea are o finalitate”, la care Boethius ezită din nou. Filosofia va intra într-o sub-temă, cea a omului.
2bi) „Dacă-ți amintești că ești om”. Boethius confirmă, acceptând și termenul de „amintire”, ce trimite direct la strategia socratică a „moșirii” adevărului.
2bii) „Ce este omul?” – „Un animal rațional și muritor”, vine răspunsul doct al lui Boethius.
2biii) „Ce altceva este omul?” – întrebare la care Boethius se oprește, răspunzând, precum sclavul lui Menon: „nu-mi mai amintesc nimic”.
În urma acestui schimb de replici, Filosofia spune că a identificat două părți slabe ale lui Boethius: că ignoră care este finalitatea lumii și, a doua, că a uitat cum este condusă lumea. Aceste două probleme anunță, în mod implicit, planul de lucru al cărții (până la Cartea a III-a inclusiv). Ceea ce va trebui să înțeleagă Boethius constituie tocmai problemele asupra cărora Consolarea filosofiei va desfășura lungi succesiuni de întrebări și răspunsuri.
În cele din urmă Boethius va găsi răspunsul la cele două probleme: finalitatea lumii este binele, adică fericirea, adică Dumnezeu, iar modul în care conduce Dumnezeu lumea este în acord cu binele. Până acolo, însă, va parcurge câteva etape: purificarea intelectului de pasiuni, întărirea și clarificarea convingerilor corecte, identificarea unei definiții adecvate a fericirii și binelui.
Filosofia împinge discuția înspre contextul creștin al problemei. Această manieră de a arăta că adevărurile credinței izvorăsc în mod natural din cele ale filosofiei este o notă de stil generală a cărții, motiv pentru care acest text a putut fi considerat exemplar de către scolastici. Întreaga gândire medievală va parcurge, în diferite moduri, un efort similar.

### Purificarea intelectului de pasiuni
Eliminarea pasiunilor este pasul necesar în vederea pregătirii intelectului pentru înțelegerea problemelor restante. Adevărurile cunoscute de Boethius sunt încă incomplete, deficiență care atrage după sine necesitatea desăvârșirii lor, nu însă înainte de finalizarea pomenitei „purificări” a intelectului de pasiuni.
Cartea a II-a a Consolării... va fi prin urmare abia „trecerea” spre discuția finală, filosofică, numită de Filosofie „leacul cel tare”. Până acolo însă este nevoie de purificare, de „leacul cel slab”, constând într-un dialog despre soartă și nedreptățile ei. Deosebirea față de prima poezie, în care Boethius deplângea situația în care se află, este că acum Filosofia îl va ajuta să înțeleagă caracterul efemer și lipsit de autenticitate al atracțiilor vieții, într-un stil ce amintește de gândirea stoică: „Este nenorocire numai ceea ce consideri ca atare și, dimpotrivă, orice soartă este fericită când este suportată de un suflet stăpân pe sine” .
Prezența argumentelor și parafrazelor de tip stoic în această secvență a dialogului reprezintă o opțiune interesantă, din care trebuie să înțelegem în primul rând rolul pe care Boethius îl acordă acestui tip de filosofie: gândirea stoică are funcția de a elibera intelectul de „legătura” cu lucrurile, de dependența față de lumea materială. O funcție purificatoare sau mai degrabă „nivelantă”, am spune, prin care intelectului i se smulg prejudecățile legate de valoarea lucrurilor sensibile. Nu mai mult, însă, deoarece, odată imunizat față de aparentele nenorociri, intelectul are nevoie de altceva. Meșteșugul stoic este numai „leacul cel slab”, instrumentul prin care intelectului i se „taie” legăturile cu scoarța terestră, pentru a putea ulterior să se înalțe spre adevărata lui patrie:
„Minții tale îi voi da aripi prin care să se poată înălța ca, după ce îi vei învinge tulburarea, să te întorci în patrie sănătos, condus de mine, pe drumul meu și chiar cu mijloacele mele de călătorie” .
Ceea ce urmează ține de dialectica platoniciană, „leac puternic” pentru care Boethius va fi pregătit treptat. Intelectul lui Boethius trebuie desprins de lucrurile sensibile și de atracțiile care îl leagă de viață, – de „amintire”, cum spune Filosofia – pentru a putea face față acelei discuții care să-l conducă spre recunoașterea adevăratei fericiri.

### Despre natura fericirii
Începând cu Cartea a III-a este vorba despre așa-numitele „leacuri tari”, în primul rând vechea problemă: „Ce este fericirea?”. Fericirea înseamnă căutarea binelui, spune Boethius pe urmele lui Aristotel, dar nu a feluritelor „bunuri”, care sunt numai căi, ci a Binelui suprem, ca stare rezultată din reunirea tuturor bunurilor. 
Nici avuția, nici onorurile, nici puterea, nici plăcerile, nu reprezintă bunuri în sine ci mai degrabă iluzii. Ele pot fi cel mult stări ale binelui, „umbre”, dar nici una dintre ele nu duce spre fericire dacă sunt dorite ca atare. Iluzia (deci imperfecțiunea lor) constă în faptul că fiecare dintre aceste „bunuri” este strâns legat de o nedreptate: acumularea avuției înseamnă răpirea de bani de la alții, demnitățile presupun umilința față de cei puternici, puterea înseamnă expunerea la pericolele vicleniei celor supuși, gloria înseamnă lipsa de siguranță prin înfruntarea primejdiilor, plăcerile presupun sclavia minții față de trup.
Nimic din toate acestea nu trebuie să fie obiect al dorinței și căutării deoarece, cum s-a văzut, fiecare dintre ele presupune o lipsă, astfel încât ele nu reprezintă, luate separat, decât părți ale unui întreg. Fericirea ar trebui să fie ceva care le cuprinde pe toate în mod nedespărțit. Omului nu îi stă însă în putință să le obțină deodată, ceea ce înseamnă că el se mulțumește doar cu una singură din multele părți ale acestui întreg. Va considera, însă, că acea parte pe care o obține poate substitui întregul: cel bogat va avea iluzia că banii înseamnă și glorie, cel puternic va avea iluzia că este și ferit de primejdii, etc. În mod iluzoriu, fiecare din aceste părți vor fi luate ca întreg. Aceasta este explicația falsei fericiri.
Adevărata fericire nu poate fi cea înțeleasă parțial ci numai cea completă. Fericirea completă, adică desăvârșită, este, cum se va arăta în argumentul ontologic descris mai jos, fericirea înțeleasă substanțial, nu predicațional, adică fericirea ca Dumnezeu.
Ceea ce nu înseamnă că, sub feluritele lor iluzii, oamenii nu caută acel întreg numit „bine”, chiar dacă îl înțeleg greșit. Așa de mare este puterea naturii, încât, indiferent cât de variate ar fi părerile oamenilor, ele sunt de acord în alegerea binelui ca țel, se conchide, de data aceasta în manieră augustiniană (cartea a III-a, proza II).

### Ierarhia ființei și argumentul ontologic
Dacă fericirea este binele suprem înseamnă că ea este de altă natură decât lucrurile bune accesibile în ordine temporală. „Suprem” înseamnă desăvârșit, or, lucrurile materiale sunt nedesăvârșite. Prin raportare la Binele suprem, bunurile nu sunt decât „părți”, adică ele reprezintă abia „știrbiri” ale desăvârșirii. Ontologia lui Boethius este, ca și ce a lui Augustin, una a gradelor de desăvârșire, în care Binele suprem este gândit ca și completitudine, spre deosebire de gradele inferioare care nu pot fi altceva decât măsuri ale lipsei de bine: „tot ce se numește nedesăvârșit își datorește nedesăvârșirea unei știrbiri a desăvârșirii” .
Pe urmele lui Platon, care formulase un argument similar, atunci când spusese că din egalitatea imperfectă a lucrurilor trebuie să cunoaștem existența Egalității în sine , Boethius introduce un argument al contingenței prin care, pornind de la nedesăvârșirea lumii sensibile, argumentează existența fericirii supreme (desăvârșite):
„Rezultă că, dacă într-o categorie oarecare de lucruri se vede ceva nedesăvârșit, este necesar ca să existe și ceva desăvârșit; căci suprimându-se desăvârșiorea, nu se poate închipui cum de există ceea ce este socotit ca nedesăvârșit. Fiindcă natura lucrurilor nu-și ia începutul de la cele micșorate și nedesăvârșite, ci, plecând de la cele întregi și terminate, ajunge la cele secătuite și de ultim rang. Dacă (...) există o fericire nedesăvârșită, datorită unui bine incomplet, nu ne putem îndoi că există și o fericire întreagă și desăvârșită”.
Tot platonician, în esență, în același timp augustinian în expresie, este argumentul ontologic formulat în continuare: „De îndată ce nu se poate cugeta nimic mai bun decât Dumnezeu, cine s-ar îndoi că nu e bun Cel decât care nu există nimic mai bun?” – spune Boethius, în cuvinte pe care le vom întâlni, aproape identic, în Proslogionul lui Anselm . Și Anselm va crede, ca și Boethius aici, că „rațiunea demonstrează că Dumnezeu este bun, convingându-ne prin aceasta că și binele suprem este tot în el”.
Acest argument trebuie însă luat în considerare la modul cel mai „grav și serios”: Dumnezeu, va avertiza Filosofia, nu este cauză exterioară a binelui suprem. Binele este în Dumnezeu și nicidecum cauzat de Dumnezeu: identitatea este una de substanță. Dacă binele ar fi numai cauzat, ar exista o diferență între cauză și efect, deci Dumnezeu nu ar fi binele ci numai cauza sa. Dumnezeu este însă binele însuși, binele desăvârșit sau deplin, așa cum s-a spus, spre deosebire de ființele inferioare, care sunt bune în mod incomplet. Avertismentul lui Boethius este în măsură să ne dea o cheie de înțelegere chiar a viitorului argument al lui Anselm: Dumnezeu este binele (la Anselm, „măreția”) în mod substanțial; altfel spus, Dumnezeu este chiar Binele ca substanță, nu ca predicat. Ierarhia ființei la Boethius este, ca și cea a lui Augustin, una care nu situează temeiul deasupra celorlalte grade; altfel spus, temeiul nu este supraființial ci este ființa în cel mai înalt grad. Ca un corolar, dacă Dumnezeu este binele iar fericirea este de asemenea dorința binelui, înseamnă că fericirea supremă, cea desăvârșită, este însuși Dumnezeu. Nici una dintre acestea nu au sens și nici consistență dacă sunt luate distinct: fericirea trebuie să fie totuna cu binele iar ambele trebuie înțelese substanțial, adică sunt Dumnezeu. Ele trebuie înțelese în unitate.
Cunoscuta „ecuație” neoplatonică devine la Boethius rezultatul unui raționament demonstrativ:
BINE = FERICIRE = DUMNEZEU = UNU = FIINȚĂ.  
„Ecuație”, într-un sens mai propriu decât acolo, deoarece Boethius conchide: „toate sunt înlănțuite între ele prin raționamente foarte puternice” (Cartea III, proza XI).
Unitatea substanțială a lui Dumnezeu este ilustrată prin analogia cu substanța „om”. Atâta timp cât corpul și sufletul sunt unite, ele formează o ființă vie (o substanță) numită om. Trupul singur are numai aparența unui om, este un posibil om, nu substanțial ci ca parte luată separat. Similar, sufletul singur este, deși mai mult, totuși altceva decât un om; omul ca substanță este unitatea celor două .

### Răul ca ignoranță și lipsă de putere. Pedeapsa ca providență și destin
Dacă fericirea și binele sunt înlănțuite prin raționamente, ele țin de cunoaștere iar cunoașterea lor exclude posibilitatea înfăptuirii răului. Un raționament socratic în esență, filtrat însă prin ontologia ierarhică a lui Augustin. Teza non-substanțialității răului (de la Plotin și Augustin) este transpusă aici în termeni acționali: o persoană care alege să facă răul nu își exercită vreo putere de a face rău (așa ceva nici nu există), ci mai degrabă exercită o abdicare de la puterea de a face bine (idee prezentă și la Augustin în Despre liberul arbitru, I, 10, dar și – peste câteva secole – în Etica lui Abelard).
Înțelegerea răului ca abdicare presupune ideea că oamenii care persistă în rău nu își exercită nici o putere, mai degrabă o slăbiciune. Viața nelegiuită este persistența în slăbiciune, o lașitate perpetuă și o nefericire continuă. Cu cât persistă în această slăbiciune, răul lor este mai mare iar pedeapsa cuvenită cu atât mai adâncă. De aceea uneori oamenii care se află la limita de jos a nelegiuirii nici nu sunt pedepsiți în viața lor terestră: pedeapsa ar însemna o „plată”, deci o îndreptare a răului lor; or, cu cât nelegiuirea este mai mare, cu atât mai nedrept este ca ei să fie iertați. Răul extrem merită o pedeapsă extremă, cea post-mortem. De aici, aparența că lumea este injustă și că cei răi dispun de putere. Răul ca lipsă este însă o boală a sufletului. Între cei ce săvârșesc răul și cei care îl suferă, primii sunt cei demni de milă, întrucât sunt bolnavi. 
Răul mai mic poate fi iertat în timpul vieții, motiv pentru care cei ce sunt pedepsiți de Dumnezeu înainte de a muri trebuie să se considere încă fericiți: răul lor, adică gradul de îndepărtare de Bine, este încă recuperabil.
Există prin urmare o diferență între felul oamenilor de a înțelege pedeapsa și rațiunea divină care o administrează. Oamenilor li se poate părea că pedeapsa este un supliciu și încearcă să o evite (ceea ce atrage după sine alte nenorociri: fuga de răspundere, minciuna etc.), or, din perspectivă trans-istorică, pedeapsa este un „leac”, o recuperare a răului săvârșit. Diferența între valoarea reală (supra-istorică) a pedepsei și cea temporală, percepută de oameni, provine din diferența între providență și destin.
Există o ordine concepută de Dumnezeu, în acord cu binele, conform căreia rațiunea divină este principiu universal (providența). Acest principiu organizează universul sub forma unei ordini fenomenale, caracterizată de temporalitate, spațiu, configurații (destinul). În termenii lui Boethius, „Providența (prouidentia) este însăși acea rațiune divină care, ca principiu suprem și universal, orânduiește totul, pe când destinul este ordinea (dispositio) care tronează în fenomene (rebus mobilibus), cu ajutorul căreia providența le înlănțuie, dându-le la fiecare un loc anumit. Providența îmbrățișează deopotrivă pe toate, oricât de deosebite și oricât de nesfârșite, pe când destinul (fatum) pune pe fiecare în mișcare, dându-le spații, forme și durată, așa încât această desfășurare (explicatio) a ordinii în timp, unificată în lumina spiritului divin, este providență, pe când aceeași unitate, rânduită și desfășurată în timp, se numește destin”.
Providența este proiectul mental divin care se explică (desfășoară) pe sine sub forma destinului istoric , într-un mod asemănător celui în care ideea unui artist se explicitează temporal și succesiv în opera de artă. Sau, conform unei alte comparații, „după cum este argumentarea pentru intelect, nașterea pentru viață, timpul pentru eternitate, cercul pentru centru, așa e înlănțuirea mișcătoare a destinului pentru unitatea [simplitatea] statornică a providenței”.
Datorită faptului că omul este o ființă situată în interiorul acestei desfășurări numită destin, nu poate avea acuitatea necesară pentru a vedea din perspectivă divină rostul fiecărui lucru. Astfel, judecățile oamenilor sunt contradictorii și ceea ce unii socotesc demn de laudă alții găsesc demn de pedeapsă, în același fel în care ei nu înțeleg, de exemplu, de ce organismelor sănătoase le priesc, unora, alimente dulci, altora, amare; sau, de ce unii bolnavi sunt întăriți de leacuri ușoare, alții de leacuri puternice. Este cu atât mai greu de înțeles felul în care Dumnezeu socotește a da fiecăruia ce i se potrivește, din perspectiva providenței și nu din cea a destinului. Este foarte posibil, de pildă, ca persistența în rău a unui tiran să fie chiar instrumentul divin al întăririi sufletești a supușilor; de asemenea, nu este deloc imposibil (și de fapt numai providența o știe) ca același tiran să se îndrepte într-un târziu dându-și seama de precaritatea puterii și avuției sale.
Ceea ce Boethius numește destin, adică natura și istoria înțelese ca desfășurare a proiectului divin, este o realitate dinamică. Tocmai dinamica face ca distribuția binelui în lume să fie instabilă, dar deloc nedreaptă; mișcătoare, dar nu malignă. Răul nu este decât o îndepărtare de bine, însă această îndepărtare (specifică naturii) este esențialmente temporală, deci temporară, ceea ce înseamnă că, din perspectiva reală a providenței, binele nu „pierde” în acest periplu, ba chiar este vizat și compensat în permanență. Cum spune Boethius în încheierea cărții a IV-a (proza VI), răul despre care se crede că abundă pe pământ, privit din prisma providenței rânduitoare, nu se găsește de fapt nicăieri, sensul acestei concluzii fiind unul absolut: răul este non-substanțial.

### Problema voinței libere. Necesitatea simplă și necesitatea condiționată
Dată fiind distincția dintre providență și destin, Boethius ridică întrebarea dacă nu cumva, petrecându-se toate în acord cu prevederea providenței, este anulat liberul arbitru al omului. De la Proza II a cărții V până la final este vorba despre problema voinței libere a omului în contextul omniscienței divine.
Boethius subînțelege problema răului în termeni augustinieni: răul este non-substanțial, prin urmare nu există decât ca alegere pentru evitarea binelui. Răul este deci rezultatul liberei voințe. Apare însă o nouă problemă: dacă Dumnezeu (ca providență) știe ceea ce vor face oamenii în viitor, cum se mai poate numi acțiunea lor liberă? Aceeași întrebare se poate formula despre Dumnezeu însuși: dacă este omniscient, înseamnă aceasta că știe și ceea ce va face El însuși în viitor? Mai este acțiunea Sa una liberă?
În cartea V a Consolării, Boethius se dovedește cât se poate de conștient de sensul augustinian al problemei libertății dar pare a adăuga încă o condiție: aceea că actele umane sunt contingente. Cele două sensuri ale libertății voinței, lipsa constrângerii exterioare și contingența acțiunii, sunt punctele de sprijin ale argumentației lui Boethius. Dacă pentru Augustin problema libertății aparținea unui context legat de problema răului în lume, la Boethius libertatea aparține temei providenței, deci omniscienței divine și pare a fi o chestiune argumentabilă în termenii logicii modale.
Felul în care este formulată problema ne pune în față o serie de propoziții cu necesitate adevărate, pe care Boethius trebuie să le explice cu ajutorul Filosofiei. Avem, pe de o parte, afirmarea providenței:
(1)	Ceea ce cunoaște Dumnezeu trebuie să se întâmple (providența ca sens necesar al lumii).
(2)	Ceea ce trebuie să se întâmple nu ține de voința liberă a omului (omul nu cunoaște și nu decide asupra providenței).
Pe de altă parte, există situația de facto: Dumnezeu cunoaște acțiunile umane viitoare și totuși omul are o voință liberă.
(3)	Dumnezeu cunoaște acțiunile noastre viitoare (omnisciența).
(4)	Acțiunile noastre viitoare țin de voința noastră liberă (omul are totuși liber arbitru).
Cum pot fi considerate aceste enunțuri împreună, fără a obține o contradicție, evidentă, la prima vedere, între enunțurile (2) și (4) ? Dacă ceea ce cunoaște Dumnezeu trebuie să se întâmple (1) și dacă acțiunile noastre viitoare sunt cunoscute de Dumnezeu (3), înseamnă că acțiunile noastre viitoare trebuie să se întâmple. Dar ceea ce trebuie să se întâmple nu ține de voința liberă a omului (2), ceea ce contrazice (4). Una din propozițiile (2) sau (4) trebuie contrazisă pentru a putea construi un raționament valid, or, tocmai aceasta este problema: toate cele patru propoziții reprezintă credințe fundamentale, aserțiuni dezirabil adevărate care trebuie păstrate ca atare. Cum rezolvă Boethius această problemă?
Înainte de toate, trebuie să respingem, odată cu Boethius, interpretarea conform căreia evenimentele se întâmplă deoarece sunt știute (cartea V, proza III). Cunoașterea evenimentelor, fie ele și viitoare, nu reprezintă o anticipare sau o programare a lor ci, dimpotrivă, faptul că evenimentele se vor întâmpla constituie sursa cunoașterii lor. Ele sunt știute pentru că se vor întâmpla. Problema nu este una de cauzalitate, deci interesul nu se axează pe întrebarea „care este cauza primă a lanțului?”.
Separând noțiunile de necesitate și cauzalitate, Boethius oferă o analogie: dacă o persoană stă așezată, înseamnă că propoziția care afirmă că respectiva persoană stă așezată trebuie să fie o propoziție adevărată. Convers, dacă opinia că persoana respectivă șade este o opinie adevărată, înseamnă că persoana respectivă șade într-adevăr. Ambele situații sunt adevărate, deși nu există o legătură cauzală între propoziție și faptul descris de ea. În mod analog, cunoașterea lui Dumnezeu despre ceea ce se va întâmpla nu este cauza întâmplării ca atare, după cum nici evenimentul, dacă se întâmplă, nu este o cauză a cunoașterii lui Dumnezeu despre el. Ar fi chiar impiu să admitem o astfel de relație.
Boethius este de părere că nu există nici o cauzalitate în această situație, deși nu neagă existența unei necesități. Există deci necesitate fără cauzalitate, în virtutea căreia, dacă ceva este știut, acel ceva trebuie să se întâmple. Cunoașterea nu este o cauză a ceea ce se întâmplă ori se va întâmpla, legătura necesară având însă loc prin semnificare: ceea ce există în cunoașterea lui Dumnezeu este doar un semn sau un simptom pentru ceea ce se va întâmpla. Totuși, aceasta nu anulează libertatea, din moment ce, pentru înfăptuirea unei acțiuni, omul are nevoie de pricepere, de îndemânare sau meșteșug. Un cărăuș, de exemplu, nu este împins ori forțat de vreo necesitate atunci când își mână carul. O face în mod liber, folosindu-și iscusința, deși, în mod necesar, Dumnezeu știa dinainte că el o va face.
În cartea V, proza VI, Boethius explică existența a două tipuri de necesitate: simplă și condiționată.
Necesitatea simplă este într-o situație de genul: „Este necesar ca toți oamenii să fie muritori”, iar necesitatea condiționată se găsește în propoziția: „Dacă cineva merge, atunci este necesar să meargă” . În primul caz avem un enunț cu necesitate adevărat, adică un enunț universal de forma „Necesar p”, iar în cazul al doilea o propoziție condițională de felul „Dacă p, atunci necesar p”. Evident, primul caz exprimă o legitate, un enunț valabil prin sine, a cărui valoare de adevăr nu poate fi confirmată sau infirmată deoarece el constituie o condiție de existență a lucrului despre care vorbește, o definiție. Cazul al doilea este cel în care necesitatea este constatată în urma producerii evenimentului p, astfel încât producerea lui p constituie condiția de validare a necesității lui.
Problema este una aristotelică, pe care Boethius o cunoștea desigur din tratatele logice ale Stagiritului: enunțurile necesar adevărate (de forma „necesar p”) sunt adevărate în orice condiții dar numai despre universal, în vreme ce, despre lucrurile particulare, enunțurile nu pot fi adevărate decât în mod condiționat (adevărul lor trebuie confirmat). Acesta reprezenta, pentru Aristotel, paradoxul cunoașterii sistematice: nu putem construi enunțuri necesar adevărate despre lucrurile particulare decât întemeindu-le a) pe enunțuri universal adevărate (a căror sursă este metafizica, deci nu știința propriu-zisă), sau b) pe faptele sau întâmplările propriu-zise, ceea ce anulează caracterul universal al enunțurilor.
Necesitatea fără cauzalitate a lui Boethius este exprimată prin necesitatea simplă, conform căreia spunem „necesar p” pornind de la faptul că „este cunoscut p”. Nu putem întemeia acest enunț pe nimic, nici măcar pe faptul că Dumnezeu cunoaște adevărul acestui enunț, cunoașterea divină nefiind o cauză. „P” este adevărat prin sine, fără a fi cauzat. Enunțul (1) de mai sus trebuie interpretat deci în sensul necesității simple: „În mod necesar, ceea ce cunoaște Dumnezeu trebuie să se întâmple”, pentru a evita introducerea relației de cauzalitate între cunoașterea lui Dumnezeu și evenimente. Acest tip de enunțuri necesare în mod simplu reprezintă propoziții universale de tipul „Omul este un animal biped rațional”. O astfel de propoziție nu condiționează nici momentele, nici felul, nici circumstanțele în care un om alege să trăiască în mod rațional sau să meargă pe două picioare. Omul are putința de a acționa astfel dar poate alege să facă sau să nu facă acest lucru. Există nenumărate abateri (mai mult sau mai puțin voite) de la acest enunț: unii oameni aleg să trăiască irațional, alții își amână deciziile raționale etc., fără ca, prin aceasta, să existe o cauzare condițională din partea lui Dumnezeu. În acest sens, cunoașterea divină nu reprezintă decât o condiție de posibilitate pentru acțiunile umane, nu o cauzare: dacă omul alege să trăiască rațional, îi stă în putință, nefiind, însă, obligat de nimic.
Evenimentele particulare se întâmplă fără a fi cauzate de Dumnezeu, păstrându-și astfel caracterul contingent. Noi nu avem la dispoziție posibilitatea formulării unor enunțuri universal adevărate despre aceste evenimente, deci ele nu manifestă o cauzalitate absolută (simplă), ci una condiționată.
În felul acesta, între enunțurile (2) și (4) nu există nici o contradicție. Enunțul
(2) Ceea ce trebuie să se întâmple nu ține de voința liberă a omului.
se referă la „ceea ce trebuie să se întâmple” din perspectiva necesității simple (a providenței), în vreme ce enunțul
(4) Acțiunile noastre viitoare țin de voința noastră liberă.
se referă la necesitatea condiționată, deci contingentă. Acțiunile umane nu cad sub primul fel de necesitate (absolută), deci își păstrează caracterul liber. Deoarece nu putem formula enunțuri necesar adevărate despre acțiunile noastre, tot ce putem ști este tocmai contingența lor. Ele devin necesare doar după ce s-au întâmplat (în sensul necesității condiționate: „dacă [s-a petrecut] p, atunci este necesar p”).
Problema devine mai complexă atunci când Boethius își pune întrebarea dacă și evenimentele viitoare au același caracter cu cele trecute și prezente. Asupra a ceea ce s-a întâmplat în trecut sau se întâmplă acum, sub ochii noștri, știm că nu se mai poate interveni și că s-a întâmplat sub forma necesității condiționate. Ele au fost (sau sunt, tocmai se dovedesc a fi!) evenimente contingente și, odată întâmplate, necesare condiționat. Nu puteam ști dinainte dacă p trebuia sau nu să se întâmple, dar, odată petrecut, evenimentul p a devenit necesar. Prin aceasta nu a fost contrazisă nici omnisciența divină nici voința liberă: Dumnezeu știa că acel eveniment se va întâmpla, fără însă a ne determina să-l producem, deoarece noi nu cunoșteam decât caracterul contingent al evenimentului.
Evenimentele viitoare par însă a avea un statut special. Ele nu s-au întâmplat încă, de aceea nu știm despre ele decât că se pot întâmpla sau nu. Nu știm nici necesar p, nici necesar non-p. Cu alte cuvinte, despre evenimentele viitoare știm doar că este necesar să se întâmple ori să nu se întâmple, altfel spus, ne aflăm, cel puțin aparent, în posesia unui adevăr de tipul necesității absolute: necesar [p sau non-p], ceea ce înseamnă că adevărul disjuncției este absolut necesar. În același timp însă fiecare termen al disjuncției, luat în parte, este contingent. Nu știm însă sigur care dintre termenii disjuncției este contingent, ceea ce duce la un fel de regres la infinit aplicat fiecăruia dintre termeni. Este situația paradoxală în care avem forma unei cunoașteri necesare aplicată asupra unui conținut practic inexistent. Ea se poate exprima în felul următor:
Necesar [contingent (contingent p)] și [contingent (contingent non-p)].
Acest lucru îl determină pe Boethius să exclame: „Ce fel de preștiință e aceea al cărei domeniu n-are nimic sigur, nimic stabil?” (Cartea V, proza III). Răspunsul Filosofiei, formulat în Proza 4, modifică perspectiva asupra naturii cunoașterii. Cunoașterea noastră nu este în acord cu natura sau calitățile lucrurilor ci în acord cu puterea noastră de a cunoaște ceva. Cauza erorii indicate de Boethius era tocmai faptul de a crede că lucrurile sunt cunoscute prin puterea și natura lucrurilor însele. Or, spune Filosofia, cunoașterea stă în puterea și abilitatea noastră intelectuală. La fel, cunoașterea divină, se exercită prin puterea lui Dumnezeu și nu datorită naturii lucrurilor. Am putea însă să ne imaginăm că facultatea divină de cunoaștere este tot atât de slabă ca a noastră?

### Nivelurile cunoașterii
Aici este momentul în care Filosofia oferă o distincție a tipurilor de cunoaștere:
a) simțurile, care surprind lucrurile particulare, sensibile, ce se înfățișează organelor de simț. Simțurile sunt pasive și nu au putere decât asupra materiei („judecă forma unui corp după materia componentă”).
b) imaginația, care se aplică tot asupra particularilor, ce nu trebuie însă să fie prezenți. Ei pot fi trecuți sau chiar ficțiuni ori non-existenți. Imaginația judecă „numai forma, fără materie”.
c) rațiunea, care cunoaște universalul, cuprinzând „specia care se găsește în indivizi”.
d) inteligența, care, „depășind sfera universalității, tinde, prin pătrunderea ascuțită a spiritului, către tipul unic”. Ea este cea care dă definițiile generale și cunoaște expresia lor în sensibil, imaginativ și rațional fără a apela la aceste niveluri inferioare ale cunoașterii. Inteligența este specifică lui Dumnezeu și cunoaște tot ceea ce este specific nivelurilor cognitive inferioare fără a avea nevoie să apeleze la ele. 
Chiar dacă inteligența nu apelează la simțuri, ceea ce cunoaște ea are și natură sensibilă, astfel încât, în tot ceea ce se poate cunoaște vreodată activează mai degrabă facultățile noastre intelectuale decât obiectele cunoscute. Astfel, din moment ce o judecată se înfățișează ca un act al celui ce judecă, este necesar ca fiecare să-și îndeplinească opera sa cu puteri proprii, nu exterioare.
Aceste patru facultăți cognitive sunt ordonate ierarhic, cele superioare având acces la toate activitățile celor inferioare, cele inferioare însă limitându-se la activitatea specifică lor. În acest fel, rațiunea umană poate judeca universalul, care este doar o reflexie a „tipului unic” din inteligența divină. 
Cunoașterea lui Dumnezeu (prin inteligență) este eternă, ca și Dumnezeu însuși (Cartea V, proza VI), astfel încât posedă în simultaneitate tot ceea ce se poate petrece în timp („veșnicia este posesiunea în același timp deplină și desăvârșită a vieții nesfârșite”). Cunoașterea divină nu este, ca și cea umană, în timp, ceea ce înseamnă că Dumnezeu nu cunoaște prin trecut, prezent și viitor, ci printr-un prezent etern. Evenimentele viitoare sunt problematice (în felul descris mai sus) numai pentru om. Dumnezeu le cunoaște ca evenimente contingente tot așa cum noi cunoaștem evenimentele din prezent. Cunoașterea divină „nu e ca o preștiință a viitorului, ci mai degrabă ca o știință a prezentului mereu actual” (cartea V, proza VI). Pentru acest motiv cunoașterea divină nu se numește prevedere, ci providență.
Astfel, problema lui Boethius își găsește o soluție. Evenimentele viitoare sunt problematice numai pentru rațiunea umană; din punctul de vedere al inteligenței divine, ele au același statut, căci pentru Dumnezeu totul este prezent, nu există viitor.
În acest punct se închide și argumentația privitoare la libertatea acțiunii umane. Omul acționează liber deoarece el nu are acces la cunoașterea atemporală, deci nu știe dinainte caracterul necesar al acțiunilor sale. Rațiunea umană nu prestabilește acțiunile ci reconstituie, prin efortul ei propriu, în timp, ceea ce, altfel, este atemporal. Ea „temporalizează”, dacă putem spune așa, Forma unică. 
Cunoașterea lui Dumnezeu, deși absolută, nu este o cauză a acțiunilor noastre ci un semn, pentru două motive: a) este nevoie ca evenimentele cunoscute de El să se întâmple datorită oamenilor, care sunt agenți temporali ai pre-științei divine. Omul face parte dintr-un binom al cărui co-participant este Dumnezeu; b) omul nu are acces la cunoașterea divină, ci, prin rațiunea sa, întreprinde un fel de „reconstituire” a acesteia, în timp, o „întregire” perpetuă, moment cu moment, a Totalității. Ceea ce este ascuns minții umane constituie tocmai premisa libertății de acțiune.
"Consolarea Filozofiei" s-a bucurat de multă popularitate în Evul Mediu, fiind cartea cea mai citită, după Biblie. A fost comentată de Toma din Aquino, a fost tradusă în limba engleză de Alfred cel Mare (849-899), rege al Anglo-Saxonilor , de poetul Geoffrey Chaucer și de regina Elisabeta I a Angliei, în limba franceză de Jean de Meung și alții.

## Bibliografie

Dialectica, 1547